# Jānis Vitenbergs

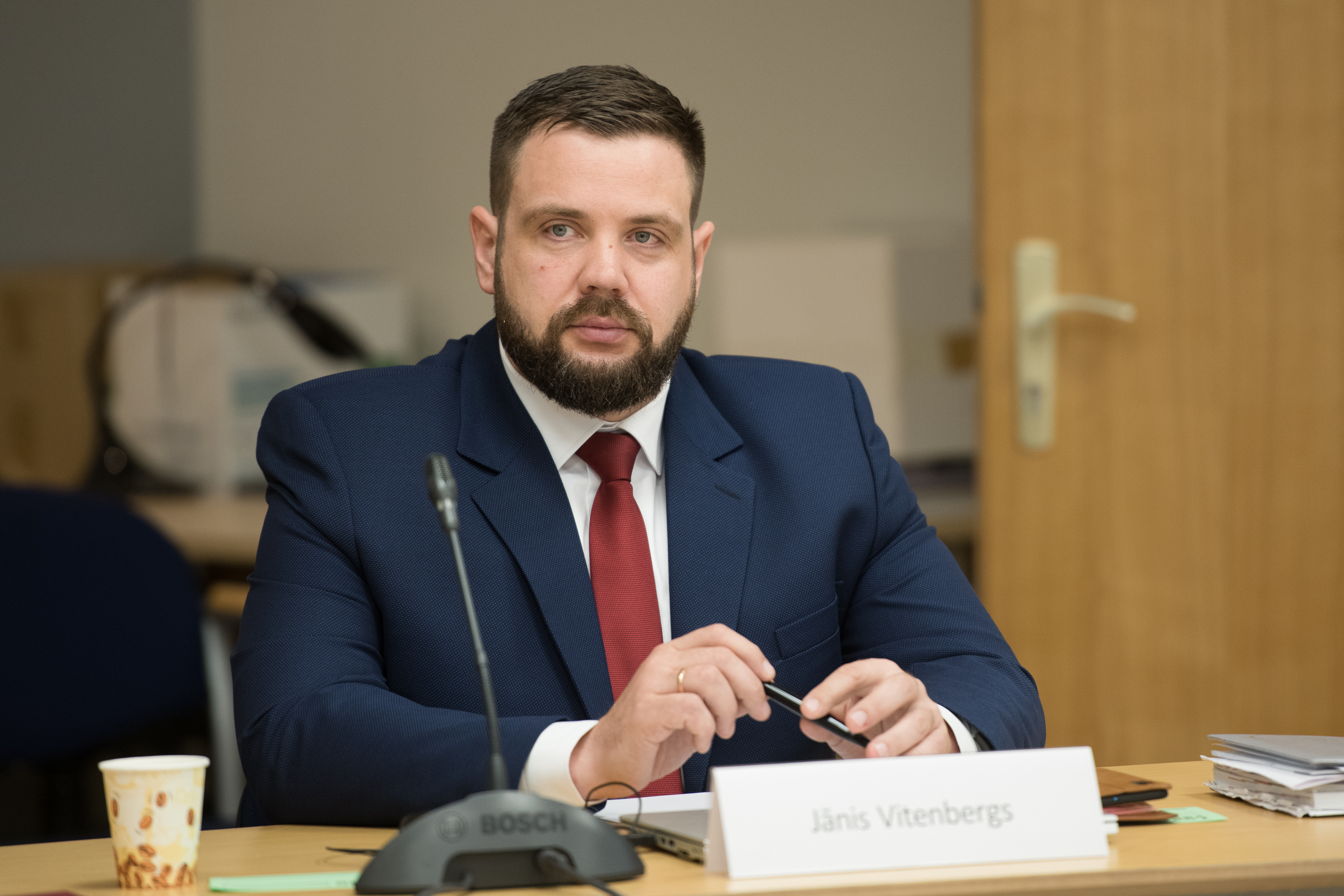
Jānis Vitenbergs (2020)

Jānis Vitenbergs (* 1985) ist ein lettischer Politiker. Von April 2020 bis Mai 2022 war er (mit einer Unterbrechung zwischen Mai und Juni 2021) Wirtschaftsminister seines Landes. Vom 14. Dezember 2022 bis 15. September 2023 war er Minister für Transport und Verkehr.

## Leben
Nach seinem Schulabschluss in Kandava im Jahr 2003 absolvierte Jānis Vitenbergs zunächst eine Ausbildung zum Fremdenführer. Anschließend studierte er ab 2005  Tourismusmanagement an der Universität Liepāja und schloss dieses Studium 2008 als Bachelor ab. In den folgenden Jahren war er für verschiedene lettische Unternehmen als Verkäufer und Handelsvertreter tätig.

### Politische Karriere
Bei der Parlamentswahl 2018 trat er als Kandidat der KPV LV an und konnte für diese einen Sitz im Parlament (Saeima) erringen. Dort wurde er von seiner Partei in den Wirtschaftsausschuss entsandt und übernahm dort in der Folgezeit den Vorsitz. Als sein Parteifreund Ralfs Nemiro im Frühjahr 2020 als Minister zurücktrat, wechselte Vitenbergs in die Regierung und wurde am 2. April als neuer Wirtschaftsminister im Kabinett Kariņš I vereidigt. Im April 2021 wurde bekannt, dass er die KPV LV verlassen und sich der Nacionālā apvienība (NA) angeschlossen hat. Nach einigem Hin und Her stimmte die KVP LV-Fraktion schließlich einige Wochen später dafür, Vitenbergs als Minister abzuberufen. Da laut Koalitionsvereinbarung seine Ex-Partei über die Besetzung des Postens des Wirtschaftsministers entscheidet, entließ Ministerpräsident Krišjānis Kariņš ihn zum Stichtag 14. Mai 2021. Nachdem sich die anderen vier Koalitionsparteien auf einen Ausschluss der KPV LV aus der Regierung verständigt hatten, wurde Vitenbergs von seiner neuer Partei wieder für den Posten nominiert und am 3. Juli vom Parlament bestätigt. Nachdem die NA den Rücktritt der Innenministerin Marija Golubeva erzwungen hatte, entließ Ministerpräsident Kariņš, um das Gleichgewicht innerhalb der Koalition zu wahren, Vitenbergs erneut am 18. Mai 2022. Am 26. Mai wurde Ilze Indriksone als seine Nachfolgerin ins Amt eingeführt.
Bei der Parlamentswahl 2022 konnte Vitenbergs für die NA einen von 13 Sitzen erringen und somit sein Abgeordnetenmandat verteidigen. Im neuen Kabinett Kariņš II übernahm er den Posten des Ministers für Transport und Verkehr.